# 크루즈 라인

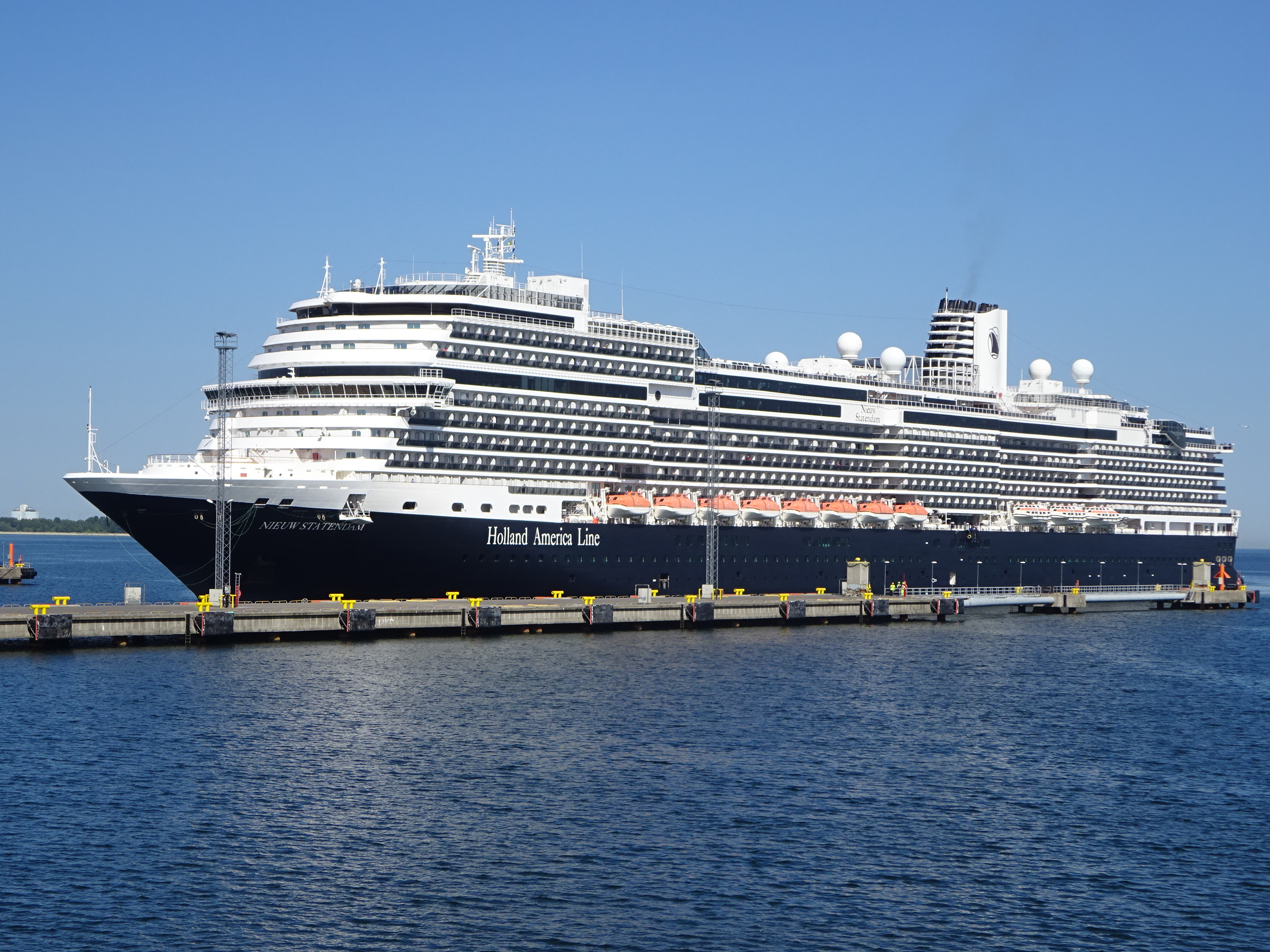
홀랜드 아메리카 라인이 보유한 유람선(MS Nieuw Statendam)

크루즈 라인(cruise line)은 바다나 강에서 운항하고 대중에게 크루즈를 판매하는 유람선을 운영하는 회사이다. 크루즈 라인은 주로 승객 수송을 목적으로 하는 여객선과 구별된다. 크루즈 회사에서 제공하는 크루즈 패키지는 다양하지만 숙박, 모든 식사, 엔터테인먼트 등 대부분 공통적으로 제공되는 일부 기능이 있다. 여기에는 주류 및 해안 견학이 포함될 수 있으며 때로는 추가 비용을 지불해야 한다.
크루즈 노선 중 일부는 전통적인 여객선의 직계 후손인 반면, 다른 노선은 1960년대부터 특별히 크루즈를 위해 설립되었다. 사업은 매우 불안정했다. 선박은 운영 비용이 매우 높은 막대한 자본 지출이며 예약이 약간 감소하면 회사가 쉽게 사업을 중단할 수 있다. 크루즈 회사는 여행 동향을 따라잡기 위해 선박을 자주 판매하거나 개조하거나 단순히 이름을 변경한다.
1990년대의 실패와 통합의 물결로 인해 많은 회사가 훨씬 더 큰 지주 회사에 인수되고 대기업 내에서 "브랜드"로 운영되었다. 브랜드는 반복적인 고객 충성도와 다양한 수준의 품질 및 서비스를 제공하기 위해 존재한다. 예를 들어, 카니발 코퍼레이션은 이전 이미지가 젊은 여행자를 위한 "파티 선박"으로 명성을 얻었지만 크고 현대적이지만 여전히 수익성이 있는 선박이었던 카니발 크루즈 라인과 클래식한 우아함의 이미지의 선박이 있는 홀랜드 아메리카 라인을 모두 소유하고 있다.
유람선 환승 및 주문을 나열하는 크루즈 업계의 일반적인 관행은 대규모 지주 회사가 아닌 소규모 운영 회사를 판매, 양도 또는 신규 주문의 수신 측의 크루즈 라인으로 나열하는 것이다. 예를 들어 카니발 크루즈 라인과 홀랜드 아메리카 라인은 크루즈 라인인 반면 카니발 코퍼레이션과 로얄캐리비안그룹(Royal Caribbean Group)은 지주 회사로 간주된다. 크루즈선이 대형 지주회사가 아닌 브랜드를 사용하는 이러한 업계 관행은 크루즈선 국제협회(CLIA)의 회원 크루즈선과 크루즈선에 대한 회원 기반 리뷰에서도 준수된다.